# Martin Pakula
Martin Philip Pakula, właśc. Marcin Filip Pakuła (ur. 7 stycznia 1969 w Melbourne) – australijski polityk i związkowiec, w latach 2008-2010 minister przemysłu i handlu, od 2008 r. minister polityki socjalnej oraz od 2010 minister transportu publicznego Wiktorii w gabinecie Johna Brumby’ego, reprezentant okręgu zachodniego-metropolitalnego z ramienia Australijskiej Partii Pracy w Zgromadzeniu Ustawodawczym; b. piłkarz Carlton Football Club, z wykształcenia ekonomista.

## Życiorys
Martin Pakula pochodzi z rodziny polskich imigrantów. Pakułowie trafili do Australii jako bezpaństwowcy, ponieważ zostali oni pozbawieni obywatelstwa polskiego z tytułu wysiedlenia ich przez władze radzieckie do Uzbekistanu w 1939 r. Powracając z wysiedlenia zdecydowali, aby nierepatryować się, ale osiedlić w którymś z krajów zachodnich. Pakułowie mieli taką możliwość dzięki kontaktom dziadka Martina z rządem londyńskim zapewniającym jego rodzinie możliwość pozostania w Wielkiej Brytanii i jej dominiach. Jednak ze względu na nieuznawanie polskiego rządu emigracyjnego na arenie międzynarodowej Pakułowie otrzymali miano DPs-ów (bezpaństwowców).
Pakula urodził się w 1969 r. w Melbourne jako najstarszy z trójki rodzeństwa. Tam też się wychował i pobierał naukę uczęszczając do Szkoły Podstawowej Ormont i Haileybury College. Następnie kontynuował naukę na Monash University, gdzie uzupełnił studia w dziedzinie nauk ekonomicznych otrzymując w 1989 r. tytuł magistra. Zaś w 1991 r. otrzymał tytuł doktora prawa po zakończeniu studiów prawniczych w tej samej uczelni i obronie pracy dyplomowej pt.: Stosunki prawne pomiędzy pracownikami a pracodawcami w stanie Wiktoria na tle związkowego prawa pracy Australii.
Już jako student wykazywał zainteresowanie prawem pracy Australii i Wiktorii, zwłaszcza statusu pracowników w gospodarce wolnorynkowej i jego prawa do opieki, co wydatnie zaznaczył w swojej pracy doktorskiej. W 1987 r. postanowił poświęcić się walce o prawa pracownicze z uszanowaniem mechanizmów wolnego rynku i z tą myślą zapisał się do Australijskiej Partii Pracy, dzięki której poparciu został w 1990 r. delegatem do Narodowego Kongresu Młodych Socjaldemokratów Australii. W trakcie swojej pierwszej pracy zawodowej w firmie Macpherson & Kelley Solicitors działał na rzecz poprawy warunków zatrudnienia pełniąc później funkcje urzędnika fabryk Krajowego Związku Robotników. Po 2000 r. szybko awansował w strukturach związkowych zajmując stanowisko asystenta sekretarza krajowego, aby w cztery lata później zostać sekretarzem krajowym i wiceprezesem Związku.
W 2006 r., dzięki poparciu APP, Pakula został wybrany na członka Zgromadzenia Ustawodawczego jako reprezentant zachodniometropolitalnego okręgu wyborczego, i mianowany sekretarzem parlamentarnym ds. transportu. Rok później premier John Brumby mianował go sekretarzem ds. dróg i portów. W 2008 r. ten sam premier powołał go do swojego gabinetu jako ministra przemysłu i handlu oraz polityki socjalnej. Od 2010 r. przejmując obowiązki ministra transportu publicznego przestał pełnić funkcję ministra przemysłu.
Martin Pakula był wieloletnim piłkarzem Carlton Football Club w rodzinnym Melbourne, a po zakończeniu kariery sportowej działaczem klubu i jego sponsorem.